# 민장식
민장식(閔壯植, 1910년 2월 11일 ~ 1999년 6월 30일)은 대한민국의 정치인이다. 4대, 5대 국회의원을 지냈다.

## 학력
- 동경국사관중학교졸업
- 일본중앙대학법과중퇴

## 경력
- 대한출판문화협회장
- 전국문화단체총연합회상임위원
- 한국검정교과서주식회사사장
- 민교사사장
- 민주당영동군당위원장
- 제4대 영동군의 국회의원(1958년 5월 31일 ~ 1960년 7월 28일)
- 제5대 영동군의 국회의원(민의원, 1960년 7월 29일 - 1961년 5월 16일)

## 역대 선거 결과
|  | 34.47% |

|  | 28.80% |

|  | 12.96% |

|  | 32.98% |